# Place Maurice-Schumann
La place Maurice-Schumann est une place de Lille, dans le Nord, en France.

## Situation et accès
Il s'agit de l'une des places du quartier du Vieux-Lille.
La place Maurice Schumann est desservie par la rue de la Baignerie, la rue des Bouchers, la rue Thiers, la rue des Poissonceaux, la rue de l'Hôpital-Militaire et la rue de Tenremonde.

## Origine du nom
Elle rend hommage à Maurice Schumann.

## Historique
Créée au début du XVIIe siècle, la place est initialement nommée place de l'Arbalète en référence à la compagnie des arbalétriers établie à proximité. Elle prend ensuite le nom de place de l'Arsenal au XVIIIe siècle, après la construction d'un arsenal à son angle avec la rue des Poissonceaux en 1733. L'arsenal est démoli dans les années 1870, mais la place garde son nom jusqu'en 2000, date à laquelle elle est renommée « place Maurice Schumann ».

## Bâtiments remarquables et lieux de mémoire
La place comprend plusieurs bâtiments protégés au titre des monuments historiques.
- La maison au 2 place Maurice Schumann[2]
- Les maisons aux 4 et 6 place Maurice Schumann[3]
- La maison au 8 place Maurice Schumann[4]
- L'Hôtel Petipas de Walle à l'angle de la rue de l'Hôpital-Militaire[5]

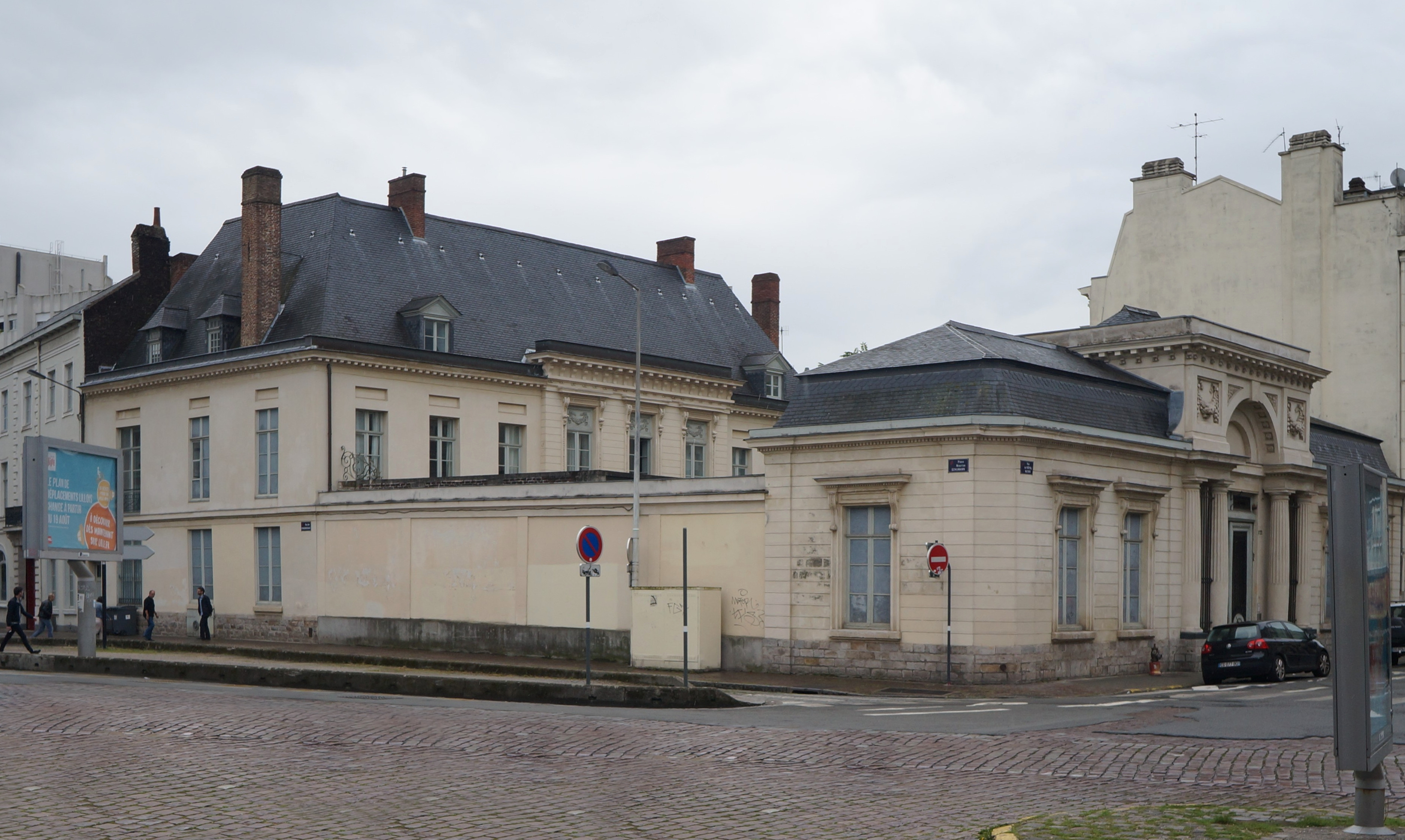
Lille, Hôtel Petipas de Walle

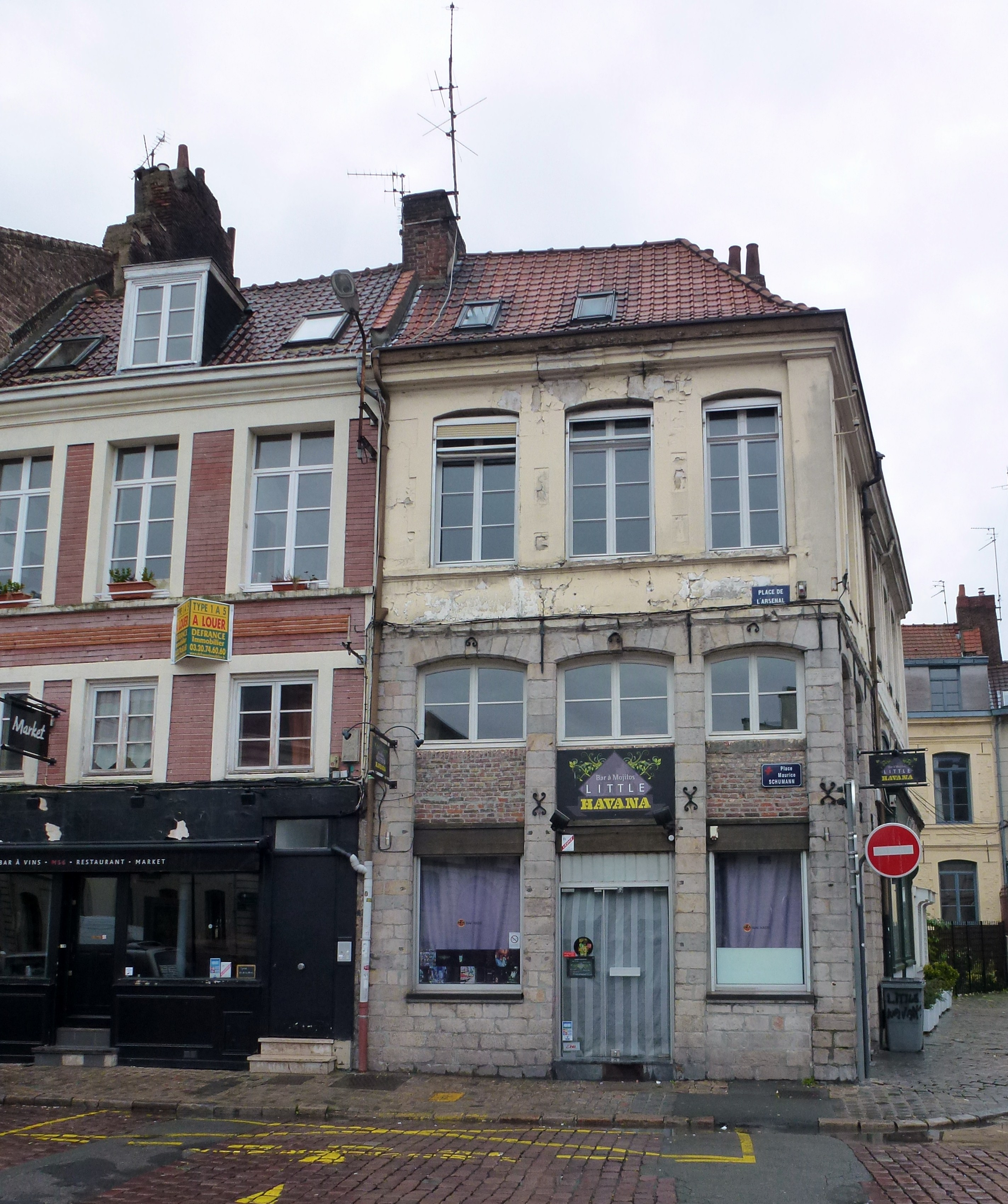
8 place Maurice Schumann
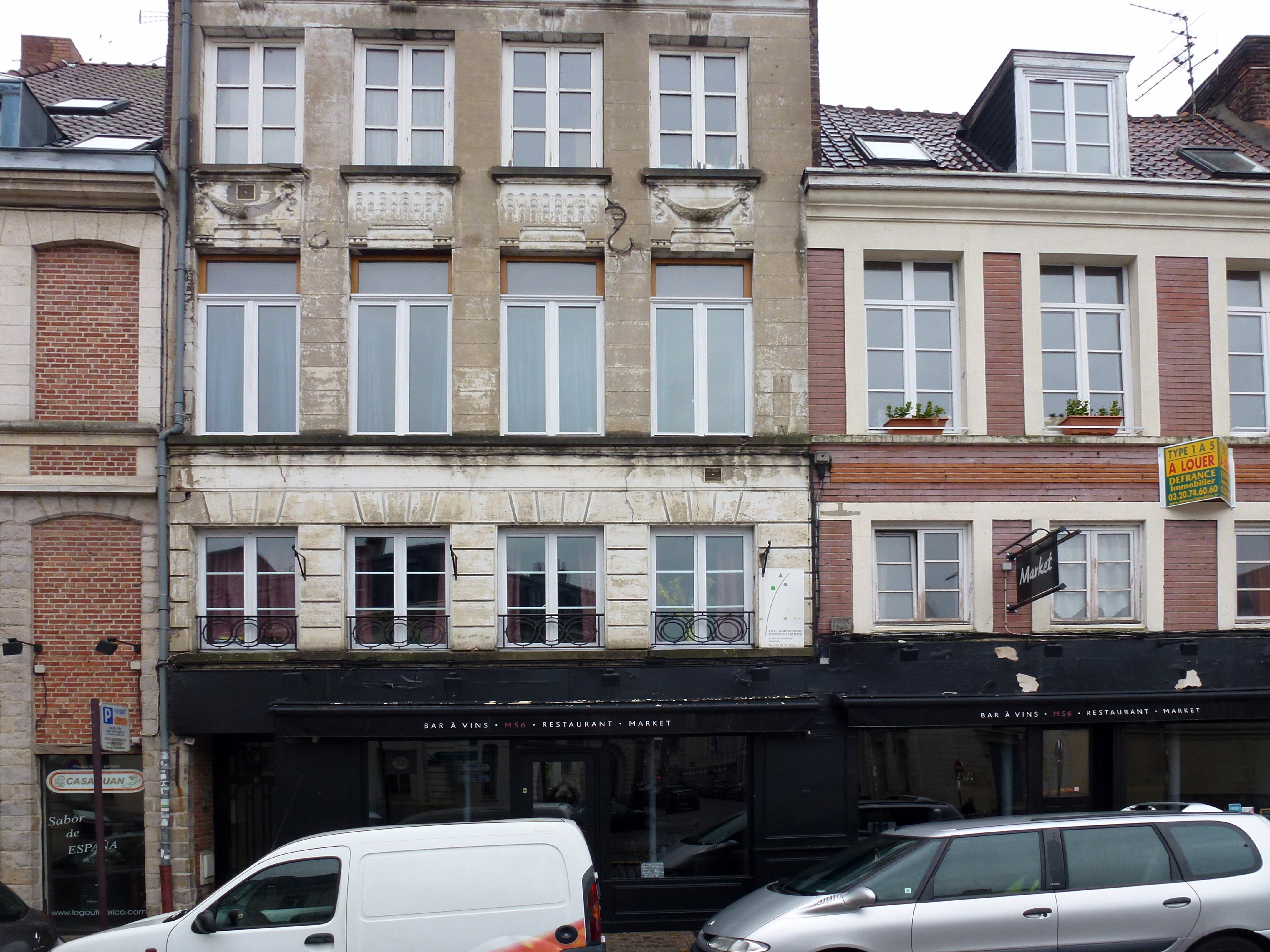
4-6 place Maurice Schumann
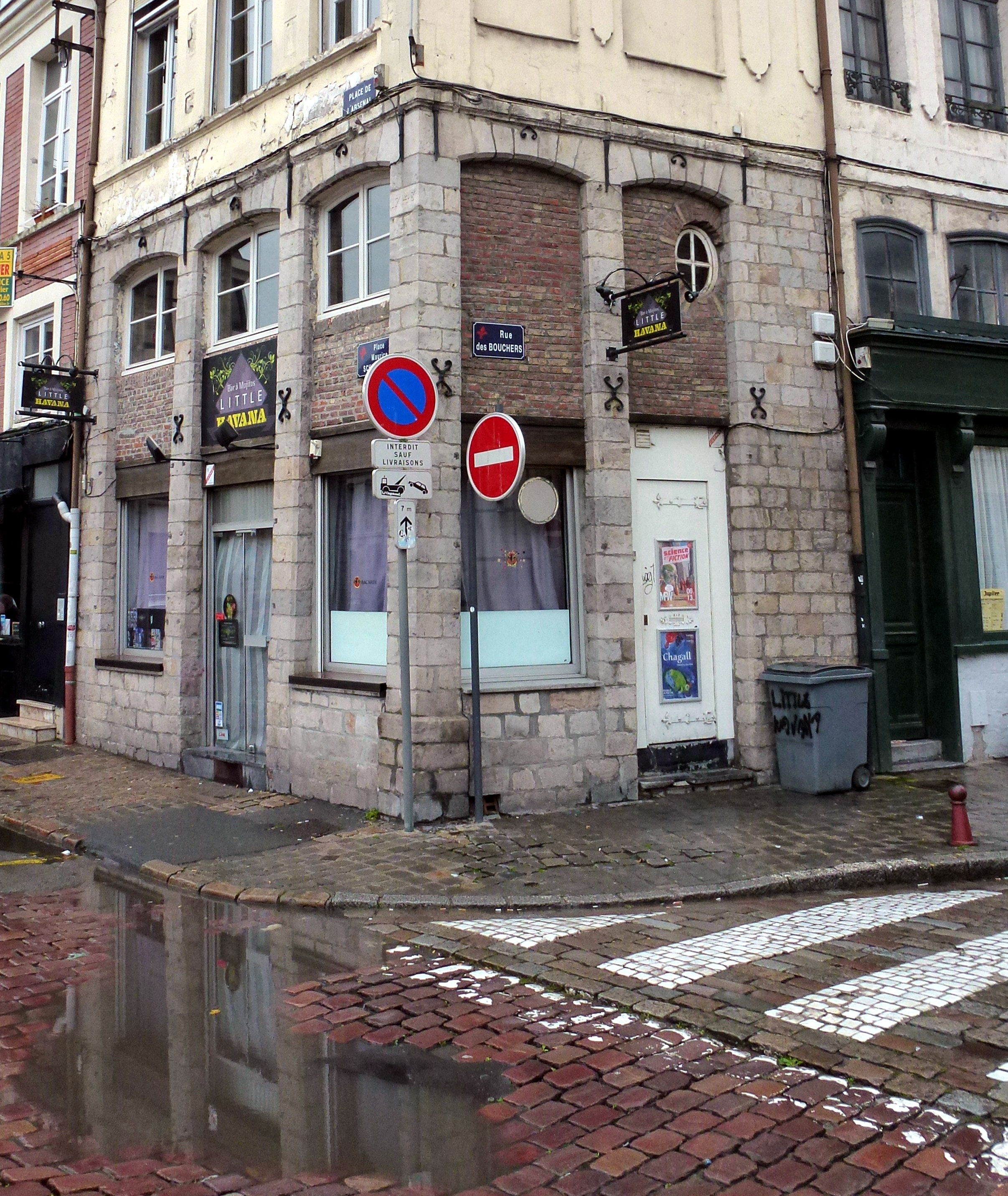
2 place de l'Arsenal